# Un indigeno Aruwimi
Un indigeno Aruwimi (Un indigène Aruwimi) è un'opera dello scultore inglese Herbert Ward, conservata al museo d'Orsay di Parigi.

## Storia
Questo busto di un uomo venne scolpito da Ward (un africanista, illustratore ed esploratore inglese), che si rifece a uno dei suoi disegni, realizzati mentre era impegnato come ufficiale nella spedizione in Africa centrale di Henry Morton Stanley. Accompagnando Morton Stanley, tra il 1884 e il 1885 rimase per quattordici mesi a Yambuya, sulle rive dell'Aruwimi, un fiume dell'odierna Repubblica Democratica del Congo, affluente del fiume Congo.
Rientrato in Inghilterra, Herbert Ward pubblicò due libri: Five years with the Congo cannibals e, nel 1910, A voice from the Congo : comprising stories, anectodes, and descriptive notes, che conteneva delle fotografie dei luoghi visitati, delle persone, l'interno della sua capanna e delle sculture che aveva realizzato in Africa, o secondo gli schizzi che aveva portato dal continente nero. Tra le fotografie pubblicate in A voice from the Congo, c'era quella del busto bronzeo Un indigeno Aruwimi con la didascalia seguente:

## Descrizione
L'opera raffigura la testa di un uomo appartenente alle popolazioni di etnia bantù che abitavano alle rive del fiume Aruwimi. La sua fronte presenta dei segni dovuti alla scarificazione, che in molti popoli dell'Africa centrale sono un vero e proprio rito di passaggio all'età adulta. L'uomo sembra avere i capelli raccolti in due trecce che ricadono ai lati della testa. Oltre a questo busto, Ward scolpì anche la Donna dell'Africa centrale, che ritrae una giovane bakongo.